# Michał Bobrzyński

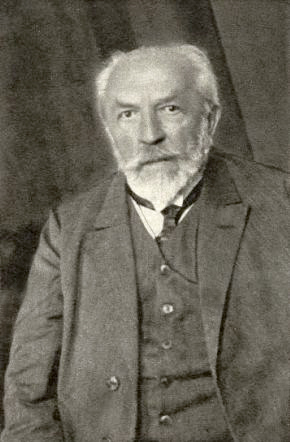
Michał Bobrzyński

Michał Hieronim Bobrzyński (* 30. September 1849 in Krakau; † 3. Juli 1935 in Łopuchówko bei Murowana Goślina im Powiat Poznański der Wojewodschaft Großpolen) war ein polnischer Historiker und Politiker, Abgeordneter zum Galizischen Landtag der V., VI., VII., VIII., IX. und X. Legislaturperioden, zum Österreichischen Abgeordnetenhaus der VII. und X. Legislaturperiode, K.k. Statthalter vom Königreich Galizien und Lodomerien, Professor der Geschichte des polnischen und deutschen Rechtes an der Jagiellonen-Universität Krakau.

## Leben
Seit 1859 besuchte er das St. Anna-Gymnasium in Krakau, danach studierte er Rechtswissenschaften an der Jagiellonen-Universität. Nach dem Studium wurde er bei der dortigen Steuerbehörde angestellt, 1872 wurde er Doktor der Rechtswissenschaft, ein Jahr später wurde er habilitiert.
Er setzte 1874 sein Studium in Berlin fort, danach an der Universität Straßburg bei Rudolph Sohm. 1877 wurde er zum Professor der Geschichte des polnischen und deutschen Rechtes an der Jagiellonen-Universität berufen.
Zu seinen Schülern gehörten Władysław Abraham, Bolesław Ulanowski, Stanisław Estreicher, Oswald Balzer, Alfred Halban. 1878 wurde er zum Mitglied der Polnischen Akademie der Gelehrsamkeit gewählt.
Seine politische Tätigkeit begann 1885, als er zum Abgeordneten des Galizischen Landtags in Lemberg und des Österreichischen Abgeordnetenhauses in Wien gewählt wurde.
1891–1902 war er stellvertretender Vorsitzender des Landesschulrates von Galizien.
1908–1913 bekleidete der den Posten des K.k. Statthalters vom Königreich Galizien und Lodomerien. Ab 1914 war Bobrzyński zudem Mitglied des österreichischen Herrenhauses.
Michał Bobrzyński war einer der zentralen Aktivisten der konservativen Gruppierung „Stańczycy“, die in Krakau agierte. Er gilt als der einflussreichste Historiker der Krakauer Schule der Geschichtswissenschaft.
Nach dem Ersten Weltkrieg wirkte er bei der Erstellung der polnischen Grundverfassung mit.
Seine letzten Lebensjahre verbrachte Bobrzyński in Großpolen, wo er das Landgut Garby bei Środa Wielkopolska erwarb.

## Werke (Auswahl)
- Dzieje Polski w zarysie (Geschichte Polens im Abriß, 1877); Ausg. 4, Warszawa 1927
- W imię prawdy dziejowej (Im Namen der historischen Wahrheit, 1879)
- Wskrzeszenie państwa polskiego (Wiedergeburt des polnischen Staates, 1920–1925)
- Szkice i studia historyczne (Historische Skizzen und Studien, 2 Bd., 1922)